# Quezon City
Quezon City  [ˈkɛson ˈsɪtɪ] (Filipino Lungsod Quezon ‚Quezon-Stadt‘) ist die bevölkerungsreichste Stadt auf den Philippinen. Sie gehört zur Region Metro Manila und liegt auf der Hauptinsel Luzón in direkter Nachbarschaft zur Hauptstadt Manila. Quezon City weist eine sehr hohe Bevölkerungsdichte von statistisch rund 18.000 Einwohnern pro Quadratkilometer auf (vergleichbar mit Monaco).
Quezon City war von 1937 bis 1976 die Hauptstadt der Philippinen. Am 24. Juni 1976 wurde per Dekret des damaligen Präsidenten Ferdinand Marcos die Metropolregion Metro Manila gegründet, wobei Quezon City quasi eingemeindet und als Hauptstadt abgelöst wurde. Die neue Hauptstadt wurde Manila. Ihren Namen trägt die Stadt nach dem ersten Präsidenten der Philippinen, Manuel Quezon, nach dem auch die Provinz Quezon benannt ist. Ihm ist in der Stadt ein großer Park mit seinem Denkmal (Quezon Memorial Circle) gewidmet. In Quezon City befinden sich verschiedene Behörden und Ministerien, die Zentralbank der Philippinen (Filipino Bangko Sentral ng Pilipinas) und das Repräsentantenhaus der Philippinen (Kapulungan ng mga Kinatawan ng Pilipinas).
Zu den wichtigsten Industriezweigen gehört die Textilindustrie. Von wirtschaftlicher Bedeutung ist außerdem der Fremdenverkehr und es wird versucht, vermehrt Unternehmen der Computerbranche anzusiedeln. Quezon City ist Sitz der Universität der Philippinen sowie der Ateneo de Manila University. Darüber hinaus ist Quezon City Sitz des Bistums Cubao. In Quezon steht die Santo-Domingo-Kirche und in dieser steht der Schrein der La Naval de Manila, dieser wurde 2012 zum nationalen Kulturgut der Philippinen erklärt.

## Baranggays
Quezon City ist in 142 Baranggays und vier Wahldistrikte zum Repräsentantenhaus der Philippinen unterteilt.
- Alicia
- Amihan
- Apolonio Samson
- Aurora
- Baesa
- Bagbag
- Bagumbuhay
- Bagong Lipunan Ng Crame
- Bagong Pag-asa
- Bagong Silangan
- Bagumbayan
- Bahay Toro
- Balingasa
- Bayanihan
- Blue Ridge
- Blue Ridge B
- Botocan
- Bungad
- Camp Aguinaldo
- Central
- Claro
- Commonwealth
- New Era (Constitution Hills)
- Kristong Hari
- Culiat
- Damar
- Damayan
- Damayang Lagi
- Del Monte
- Dioquino Zobel
- Doña Imelda
- Doña Josefa
- Don Manuel
- Duyan-duyan
- E. Rodriguez
- East Kamias
- Escopa I
- Escopa II
- Escopa III
- Escopa IV
- Fairview
- N.S. Amoranto (Gintong Silahis)
- Gulod
- Horseshoe
- Immaculate Concepcion
- Kaligayahan
- Kalusugan
- Kamuning
- Katipunan
- Kaunlaran
- Krus Na Ligas
- Laging Handa
- Libis
- Lourdes
- Loyola Heights
- Maharlika
- Malaya
- Manresa
- Mangga
- Mariana
- Mariblo
- Marilag
- Masagana
- Masambong
- Santo Domingo (Matalahib)
- Matandang Balara
- Milagrosa
- Nagkaisang Nayon
- Nayong Kanluran
- Novaliches Proper
- Obrero
- Old Capitol Site
- Paang Bundok
- Pag-ibig Sa Nayon
- Paligsahan
- Paltok
- Pansol
- Paraiso
- Pasong Putik Proper (Pasong Putik)
- Pasong Tamo
- Phil-Am
- Pinyahan
- Pinagkaisahan
- Project 6
- Quirino 2-A
- Quirino 2-B
- Quirino 2-C
- Quirino 3-A
- Ramon Magsaysay
- Roxas
- Sacred Heart
- Saint Ignatius
- Saint Peter
- Salvacion
- San Agustin
- San Antonio
- San Bartolome
- San Isidro
- San Isidro Labrador
- San Jose
- San Martin De Porres
- San Roque
- San Vicente
- Santa Cruz
- Santa Lucia
- Santa Monica
- Santa Teresita
- Santo Cristo
- Santo Niño
- Santol
- Sauyo
- Sienna
- Sikatuna Village
- Silangan
- Socorro
- South Triangle
- Tagumpay
- Talayan
- Talipapa
- Tandang Sora
- Tatalon
- Teachers Village East
- Teachers Village West
- U.P. Campus
- U.P. Village
- Ugong Norte
- Unang Sigaw
- Valencia
- Vasra
- Veterans Village
- Villa Maria Clara
- West Kamias
- West Triangle
- White Plains
- Balong Bato
- Capri
- Sangandaan
- Payatas
- Batasan Hills
- Holy Spirit
- Greater Lagro
- North Fairview

## Hochschulen
- Ateneo de Manila University
- Polytechnic University of the Philippines
- Far Eastern University
- University of the East
- University of the Philippines

## Partnerstädte
- New Westminster in British Columbia, Kanada (1991)
- Chiba, Japan
- Taipeh, Republik China (Taiwan)
- Daly City in Kalifornien, Vereinigte Staaten
- Salt Lake City in Utah, Vereinigte Staaten
- Kenosha in Wisconsin, Vereinigte Staaten

## Söhne und Töchter der Stadt
- Paraluman (1923–2009), Schauspielerin
- José Francisco Oliveros (1946–2018), Geistlicher, Bischof von Malolos
- Elizabeth Masakayan (* 1964), Volleyball- und Beachvolleyballspielerin
- Ralph Recto (* 1964), Politiker und Unternehmer
- Jovy Marcelo (1965–1992), Automobilrennfahrer
- Manuel Ocampo (* 1965), Maler
- Yayo Aguila (* 1967), Schauspielerin
- Alan Hilario (* 1967), Komponist
- Kris Aquino (* 1971), Fernseh- und Filmschauspielerin
- Reggie Lee (* 1975), philippinisch-amerikanischer Schauspieler
- Noel Malicdem (* 1977), Dartspieler
- Angelika dela Cruz (* 1981), Schauspielerin
- Sid Lucero (* 1981), Schauspieler
- Henry Brauner (* 1984), philippinisch-US-amerikanischer Fußballspieler
- Miguel Molina (* 1984), Schwimmer
- Michelle Madrigal (* 1987), Schauspielerin
- LJ Reyes (* 1987), Schauspielerin
- Jennica Garcia (* 1989), Schauspielerin
- Derrick Monasterio (* 1995), Schauspieler
- Barbie Forteza (* 1997), Schauspielerin
- Miguel Mendoza (* 1999), philippinisch-kanadischer Fußballspieler
- Justin Baas (* 2000), Fußballspieler
- Alexandra Eala (* 2005), Tennisspielerin